# André Favory

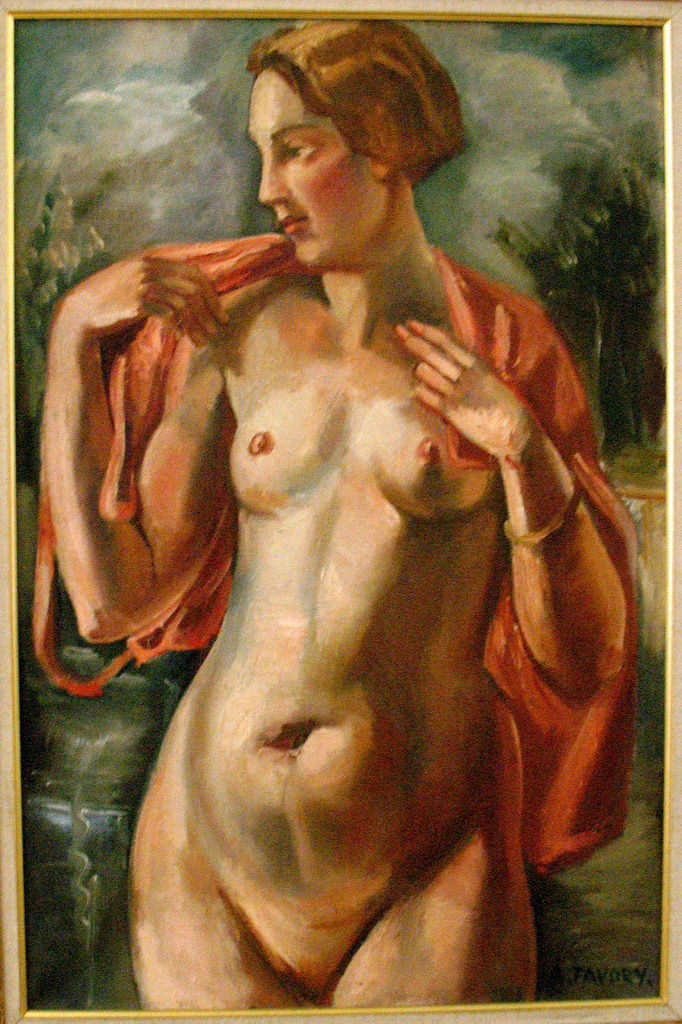
Akt (ok. 1920)

André Favory (ur. 9 marca 1888 w Paryżu, zm. 5 lutego 1937 tamże) – francuski malarz, rysownik, pastelista i ilustrator.

## Życiorys
Studiował w Académie Julian w 1912, początkowo uległ wpływom kubistów i fowistów, stopniowo ewoluując w stronę realizmu. Na jego twórczość wpływ miał udział w I wojnie światowej i malarstwo Petera Paula Rubensa, które poznał w czasie podróży do Brukseli w 1920 roku.
André Favory malował głównie akty kobiece odznaczające się zmysłowym i lirycznym stylem. Tworzył też inspirowane twórczością Paula Cézanne`a pejzaże Quercy i Prowansji. Wystawiał systematycznie w salonach Paryża i Brukseli, m.in. w Salonie Jesiennym (1921-1923) i Salon des Tuileries (1923-1924). Szczytową popularność uzyskał w 1920 roku, gdy jego prace były prezentowane w galeriach Amsterdamu, Nowego Jorku i Tokio. Artysta zajmował się także ilustrowaniem książek, m.in. L'Éducation sentimentale (Szkoła uczuć) Gustawa Flauberta (1924) i Ouvert la nuit Paula Moranda (1924) i Les Poèmes de l'humour triste Jules'a Supervielle (1919).
Karierę artysty przerwała poważna i prowadząca do paraliżu choroba. Przestał malować ok. 1927 roku i zmarł dziesięć lat później. Jego dorobek w większości znajduje się muzeach i galeriach francuskich m.in. w Musée d’Art Moderne de la Ville de Paris.